# 爪罗伯蛛
爪罗伯蛛（学名：Robertus ungulatus）为球蛛科罗伯蛛属的动物。分布于俄罗斯、中欧、北欧以及中国大陆的辽宁等地，多见于林间草丛中。该物种的模式产地在欧洲。